# Figure AI
Figure AI, Inc. és una empresa de robòtica amb seu als Estats Units especialitzada en el desenvolupament de robots humanoides impulsats per IA. Va ser fundada l'any 2022 per Brett Adcock, el fundador d'Archer Aviation and Vettery. L'equip de Figure AI està format per experts en robòtica, intel·ligència artificial, detecció, percepció i navegació, combinant experiències d'empreses notables com Boston Dynamics i Tesla.

## Història
L'any 2022, la companyia va presentar el seu prototip, Figure 01, un robot bípede dissenyat per a treballs manuals, dirigit inicialment als sectors de la logística i l'emmagatzematge.
El maig de 2023, la companyia va recaptar 70 milions de dòlars d'inversors liderats per Parkway Venture Capital.
El 18 de gener de 2024, Figure va anunciar una associació amb BMW per desplegar robots humanoides a les instal·lacions de fabricació d'automòbils.
El febrer de 2024, Figure AI va aconseguir 675 milions de dòlars en finançament de capital risc d'un consorci que inclou Jeff Bezos, Microsoft, Nvidia, Intel i les divisions de finançament d'iniciatives d'Amazon i OpenAI. El finançament va valorar l'empresa en 2.600 milions de dòlars. També va anunciar una associació amb OpenAI. La col·laboració inclou OpenAI la construcció de models d'IA especialitzats per als robots humanoides de Figure, cosa que els permet accelerar la cronologia de desenvolupament de Figure permetent als seus robots "processar i raonar des del llenguatge".